# Regresados
Regresados es una película argentina de comedia dramática de 2008 dirigida por Flavio Nardini y Cristian Bernard. Se estrenó el 20 de marzo de ese año.

## Sinopsis
Se cuentan tres historias que transcurren en una sola noche, las cuales tienen algo en común: segundas oportunidades. El punto de partida es una reunión de egresados, en la cual amigos y compañeros de secundaria se reencuentran después de veinte años, y una generación que asesinó sus sueños intentará recuperarlos.
En la primera historia, Guido y Melina, una expareja de novios, vuelven a encontrarse. El ya no es aquel chico dorado de antaño y a ella, por más que lo disimule, la infelicidad de su matrimonio se le nota bastante. Esa noche ambos personajes descubrirán que quizás el amor entre ambos continúe intacto y que la felicidad no es el título de una canción berreta. 
La segunda historia está protagonizada por Luis María, el ex chico malo de la clase que por culpa de haber leído a Paulo Coelho ahora quiere ser bueno. Decidido a hacer el bien, concurre a la reunión con el único objetivo de pedirle perdón a Germán Pequeño, el tímido y débil compañero al que torturó durante toda la secundaria. Esta noche estos dos antiguos enemigos revivirán viejas cuentas pendientes. 
La tercera historia es sobre Lito, un porteño nostálgico que forjó una exitosa carrera en el extranjero. Pero no todo es color de rosa : desde que se fue de su país, Lito perdió la capacidad de llorar. Debido a esta carencia, él concurrirá a la reunión con una gran ilusión: volver a emocionarse. Para ello cuenta con su Buenos Aires querida y sus dos mejores amigos del colegio, Alexis y Franco. Lo que Lito no sabe es que esa noche sus dos compinches de la juventud planean secuestrarlo.

## Reparto
- Luciano Cazaux
- Coni Marino
- Marcelo Sein
- Luis Sabatini
- Diego Leske
- Francisco Nepo
- Carlos Issa
- Diego Capusotto
- Roberto Carnaghi
- Francisco Nepomuceno
- Carlos Garric
- Claudio Torres
- Iván Bruzone
- Martín Bilyk
- Magela Zanotta